# Ewa Rudlingová
Ewa Rudlingová (nepřechýleně Ewa Rudling; 5. října 1936 – 31. října 2024) byla švédská fotografka a spisovatelka, která působila v Paříži a Stockholmu. Rudlingová pracovala především jako portrétní fotografka.

## Životopis
Mezi její modely patřili Ettore Scola, Andy Warhol, Nico a Nastassja Kinski.

## Galerie

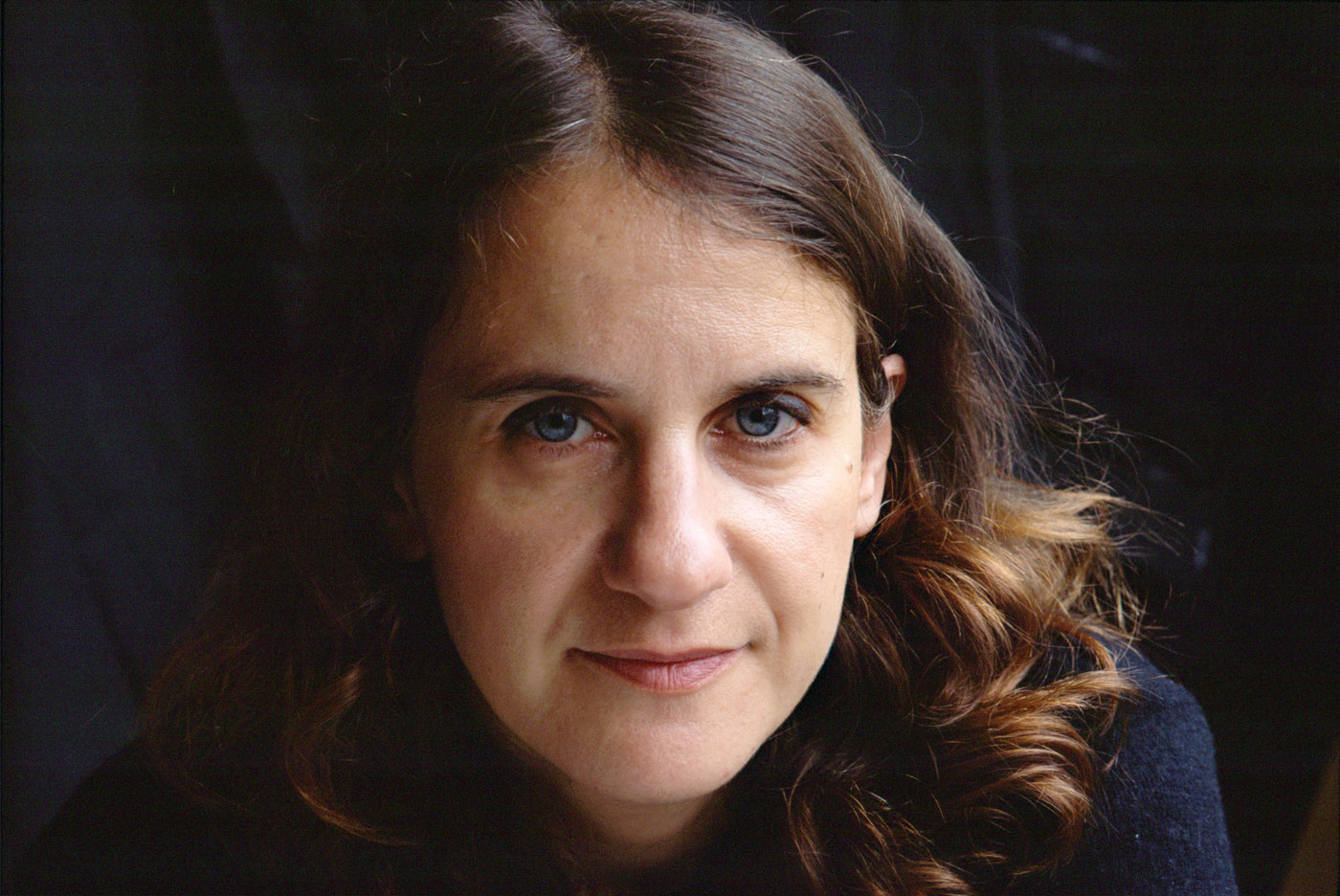
Corinne Maier
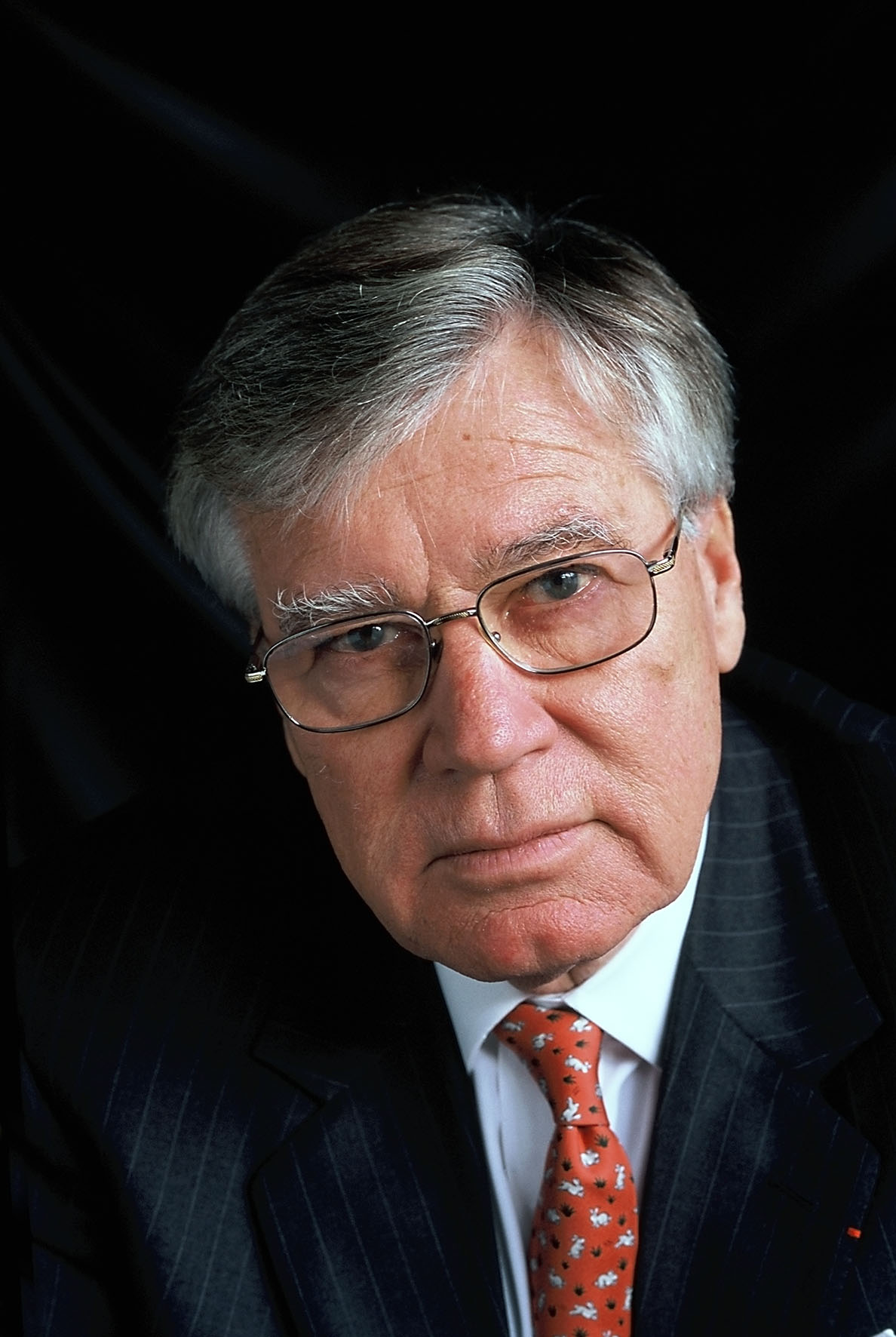
Olof Sjöström